# Bibiano Ouano
Bibiano Ouano, detto Bing (Provincia di Cebu, 1915 – Tokyo, 9 novembre 1960), è stato un cestista e allenatore di pallacanestro filippino.

## Carriera
Di ruolo centro, con le Filippine ha disputato le Olimpiadi del 1936, classificandosi al 5º posto. Ha allenato l'Ateneo de Manila e i Letran Knights, squadra nella quale aveva giocato negli anni cinquanta.
È morto prematuramente in Giappone a causa di un infarto, occorsogli durante una partita della selezione NCAA delle Filippine, che allenava per la prima volta all'estero.